# Hiệp hội Quần vợt Chuyên nghiệp

Logo cũ.

Hiệp hội Quần vợt Chuyên nghiệp hay Hiệp hội Quần vợt Nhà nghề (tiếng Anh: Association of Tennis Professionals, viết tắt ATP), được thành lập vào năm 1972, là Hiệp hội quần vợt của các tay vợt nam. Hiệp hội nữ tương tự là WTA, cả ATP và WTA được điều hành bởi Liên đoàn quần vợt Quốc tế.
Hiệp hội quần vợt nhà nghề tổ chức hầu hết các giải thi đấu cho nam, ngoại trừ Grand Slam, Davis Cup bởi ITF; ATP World Tour Finals cùng với ITF.
Ngoài ra còn có bảng xếp hạng ATP, bảng tổng số điểm các tay vợt giành được trong năm. Dựa vào bảng xếp hạng này, nhà tổ chức các giải đấu có thể phân loại hạt giống cho các giải đấu.

## Lịch sử
Hiệp hội quần vợt chuyên nghiệp hay ATP được hình thành vào năm 1972 để bảo vệ quyền lợi của người chơi quần vợt nam chuyên nghiệp. Kể từ năm 1990, Hội đã tổ chức các giải trên toàn thế giới về quần vợt dành cho nam giới, các ATP Tour, được đổi tên trong tháng 1 năm 2009 và hiện nay được gọi là ATP World Tour. ATP có văn phòng điều hành ở Luân Đôn, Anh. ATP châu Mỹ có trụ sở tại Ponte Vedra Beach, Florida, Hoa Kỳ; ATP châu Âu có trụ sở tại Monaco, và ATP quốc tế, bao gồm châu Phi, châu Á và Australasia, là trụ sở tại Sydney, Australia.
Bắt đầu vào năm 1972 bởi một số tay vợt, ATP lần đầu tiên được Jack Kramer và Cliff Drysdale thành lập.. Từ 1974-1989 ATP được quản lý bởi một Ủy ban phụ của nam giới được gọi là Hội đồng quần vợt. Nó được tạo thành từ các đại diện của Liên đoàn quần vợt Quốc tế (ITF), các ATP, và Giám đốc giải đấu trên khắp thế giới. Đến năm 1991, ATP đã có gói truyền hình đầu tiên của họ để phát sóng 19 giải thi đấu với thế giới ATP lên mạng Internet với trang web đầu tiên của họ vào năm 1995, và sau đó có được một thỏa thuận nhiều năm với Mercedes-Benz.
Các vụ kiện trong năm 2008, xung quanh hầu như cùng một vấn đề, kết quả là ATP được tái cấu trúc.

## ATP Tour

ATP World Tour 500 series

ATP World Tour 250 series

ATP World Team

Các giải ATP Tour bao gồm Grand Slam, ATP World Tour Masters 1000, ATP World Tour 500 series, ATP World Tour 250 series, ATP Challenger Series, và ITF Futures tennis tournaments. Nội dung đánh đơn và đánh đôi với hầu hết các điểm xếp hạng (thu thập trong năm dương lịch) chơi trong mùa với giải kết thúc bằng giải ATP World Tour Finals, được điều hành bởi ITF, tính điểm vào ATP Entry Ranking. 

### Các giải đấu
ATP World Tour giải đấu trong năm 2009 được phân loại là ATP World Tour Masters 1000, ATP World Tour 500, và ATP World Tour 250. Nói chung các giải đấu Masters Series Masters mới trở thành mức 1000 và hàng loạt các quốc tế (vàng) các giải đấu đã trở thành cấp giải đấu 500 và 250. Các giải đấu Masters 1000: tại Indian Wells, Miami, Monte Carlo, Rome, Madrid, Toronto / Montreal, Cincinnati, Thượng Hải và Paris. Giải đấu cuối cùng trong năm là ATP World Tour Finals được chuyển đến Luân Đôn từ năm 2009. Từ năm 2011, Rome và Cincinnati cũng sẽ được kết hợp các giải đấu. Áp dụng xử phạt nặng với tay vợt hàng đầu bỏ qua sự kiện Masters 1000 series, trừ khi được trình bày bằng chứng y tế. Mức 500 bao gồm các giải đấu tại Rotterdam, Dubai, Acapulco, Memphis, Barcelona, Hamburg, Washington, Bắc Kinh, Tokyo, Basel và Valencia. ATP & ITF đã tuyên bố rằng Davis Cup 2009 Group và trao giải World Group Playoffs sẽ được tổng cộng lên đến 500 điểm. Người chơi tích lũy điểm trong 4 lượt và playoffs và đây là những tính là một trong bốn cầu thủ của một kết quả tốt nhất từ những sự kiện 500 điểm. 125 điểm bổ sung được dành cho tay vợt người thắng tất cả tám trận liền và giành được Cúp Davis. Các tên miền của trang web "www.atpworldtour.com".
Danh sách các giải đấu, tiền thưởng và điểm thưởng như sau:
| Thể loại                       | Số giải đấu | Tiền thưởng (USD)       | Điểm thưởng | Hiệp hội quản lý |
| ------------------------------ | ----------- | ----------------------- | ----------- | ---------------- |
| Grand Slams                    | 4           | Xem bài chi tiết        | 2,000       | ITF              |
| ATP World Tour Finals          | 1           | 4,450,000               | 1100-1500   | ATP              |
| ATP World Tour Masters 1000    | 9           | 2,450,000 đến 3,645,000 | 1000        | ATP              |
| ATP World Tour 500 series      | 11          | 755,000 đến 2,100,000   | 500         | ATP              |
| ATP World Tour 250 series      | 40          | 416,000 đến 1,024,000   | 250         | ATP              |
| ATP World Team Cup             | 1           | 1,750,000               | 500         | ATP              |
| ATP Challenger Tour            | 178         | 35,000 đến 150,000      | 75 đến 125  | ATP              |
| ITF Futures tennis tournaments | 534         | 10,000 và 15,000        | 17 đến 33   | ITF              |

## ATP Rankings (Bảng xếp hạng)
ATP công bố bảng xếp hạng hàng tuần của người chơi chuyên nghiệp, ATP Entry Ranking. Các Ranking Entry được sử dụng để xác định đủ điều kiện xét hạt giống trong tất cả các giải thi đấu cho cả đơn và đôi. Trong thời hạn Xếp hạng bao gồm đủ 52 tuần, các điểm được tích lũy, với ngoại lệ của những người của Tennis Masters Cup, có điểm đang bị bỏ sau sự kiện ATP cuối năm nay. Người chơi với những điểm nhất vào cuối mùa là số 1 thế giới của năm. Vào đầu mùa giải 2009, tất cả tích lũy điểm xếp hạng đã được tăng gấp đôi để mang lại cho họ phù hợp với hệ thống xếp hạng giải đấu mới.
ATP Race là một cuộc chạy đua hàng năm từ đầu mùa giải kết thúc mùa giải nhưng đã ngưng từ năm 2009. Mỗi người chơi sẽ bắt đầu thu thập các điểm từ đầu mùa giải. Vào cuối mùa giải, các ATP Race xác định mà người chơi và các đôi (8 tay vợt đứng đầu và 4 đôi mạnh nhất) có thể cạnh tranh trong Tennis Masters Cup, bây giờ gọi là World Tour Finals.
| Xếp hạng ATP (đánh đơn), 12 tháng 9 năm 2023 | Xếp hạng ATP (đánh đơn), 12 tháng 9 năm 2023 | Xếp hạng ATP (đánh đơn), 12 tháng 9 năm 2023 | Xếp hạng ATP (đánh đơn), 12 tháng 9 năm 2023 | Xếp hạng ATP (đánh đơn), 12 tháng 9 năm 2023 |
| #                                            | Tay vợt                                      | Điểm                                         | Move†                                        |                                              |
| -------------------------------------------- | -------------------------------------------- | -------------------------------------------- | -------------------------------------------- | -------------------------------------------- |
| 1                                            | Novak Djokovic (SRB)                         | 11,795                                       | Giữ nguyên                                   |                                              |
| 2                                            | Carlos Alcaraz Garfia (ESP)                  | 8,535                                        | Giữ nguyên                                   |                                              |
| 3                                            | Daniil Medvedev (RUS)                        | 7,280                                        | Giữ nguyên                                   |                                              |
| 4                                            | Holger Rune (DEN)                            | 4,710                                        | Giữ nguyên                                   |                                              |
| 5                                            | Stefanos Tsitsipas (GRE)                     | 4,615                                        | Giữ nguyên                                   |                                              |
| 6                                            | Andrey Rublev (RUS)                          | 4,515                                        | Giữ nguyên                                   |                                              |
| 7                                            | Jannik Sinner (ITA)                          | 4,465                                        | Giữ nguyên                                   |                                              |
| 8                                            | Taylor Fritz (USA)                           | 3,955                                        | Giữ nguyên                                   |                                              |
| 9                                            | Casper Ruud (NOR)                            | 3,560                                        | Giữ nguyên                                   |                                              |
| 10                                           | Alexander Zverev (GER)                       | 3,030                                        | Giữ nguyên                                   |                                              |
| 11                                           | Frances Tiafoe (USA)                         | 2,690                                        | Giữ nguyên                                   |                                              |
| 12                                           | Alex de Minaur (AUS)                         | 2,685                                        | 2                                            |                                              |
| 13                                           | Tommy Paul (USA)                             | 2,660                                        | 1                                            |                                              |
| 14                                           | Felix Auger-Aliassime (CAN)                  | 2,340                                        | 1                                            |                                              |
| 15                                           | Karen Khachanov (RUS)                        | 2,135                                        | 2                                            |                                              |
| 16                                           | Hubert Hurkacz (FRA)                         | 2,035                                        | Giữ nguyên                                   |                                              |
| 17                                           | Cameron Norrie (GBR)                         | 1,985                                        | Giữ nguyên                                   |                                              |
| 18                                           | Lorenzo Musetti (ITA)                        | 1,925                                        | 4                                            |                                              |
| 19                                           | Grigor Dimitrov (BUL)                        | 1,735                                        | 2                                            |                                              |
| 20                                           | Ben Shelton (USA)                            | 1,735                                        | 1                                            |                                              |

| ATP Rankings (Doubles individual) tính đến ngày 21 tháng 6 năm 2021 | ATP Rankings (Doubles individual) tính đến ngày 21 tháng 6 năm 2021 | ATP Rankings (Doubles individual) tính đến ngày 21 tháng 6 năm 2021 | ATP Rankings (Doubles individual) tính đến ngày 21 tháng 6 năm 2021 | ATP Rankings (Doubles individual) tính đến ngày 21 tháng 6 năm 2021 |
| No.                                                                 | Player                                                              | Points                                                              | Move†                                                               |                                                                     |
| ------------------------------------------------------------------- | ------------------------------------------------------------------- | ------------------------------------------------------------------- | ------------------------------------------------------------------- | ------------------------------------------------------------------- |
| 1                                                                   | Mate Pavić (CRO)                                                    | 10,220                                                              | Giữ nguyên                                                          |                                                                     |
| 2                                                                   | Nicolas Mahut (FRA)                                                 | 9,380                                                               | 1                                                                   |                                                                     |
| 3                                                                   | Nikola Mektić (CRO)                                                 | 9,220                                                               | 1                                                                   |                                                                     |
| 4                                                                   | Robert Farah (COL)                                                  | 8,450                                                               | Giữ nguyên                                                          |                                                                     |
| 5                                                                   | Juan Sebastián Cabal (COL)                                          | 8,360                                                               | Giữ nguyên                                                          |                                                                     |
| 6                                                                   | Pierre-Hugues Herbert (FRA)                                         | 7,490                                                               | 1                                                                   |                                                                     |
| 7                                                                   | Horacio Zeballos (ARG)                                              | 7,280                                                               | 1                                                                   |                                                                     |
| 8                                                                   | Ivan Dodig (CRO)                                                    | 6,825                                                               | Giữ nguyên                                                          |                                                                     |
| 9                                                                   | Filip Polášek (SVK)                                                 | 6,800                                                               | Giữ nguyên                                                          |                                                                     |
| 10                                                                  | Marcel Granollers (ESP)                                             | 6,693                                                               | 2                                                                   |                                                                     |
| 11                                                                  | Joe Salisbury (GBR)                                                 | 6,590                                                               | 1                                                                   |                                                                     |
| 12                                                                  | Rajeev Ram (USA)                                                    | 6,590                                                               | 1                                                                   |                                                                     |
| 13                                                                  | Bruno Soares (BRA)                                                  | 6,075                                                               | Giữ nguyên                                                          |                                                                     |
| 14                                                                  | Wesley Koolhof (NED)                                                | 5,850                                                               | Giữ nguyên                                                          |                                                                     |
| 15                                                                  | Édouard Roger-Vasselin (FRA)                                        | 5,635                                                               | 1                                                                   |                                                                     |
| 16                                                                  | Michael Venus (NZL)                                                 | 5,390                                                               | 1                                                                   |                                                                     |
| 17                                                                  | Łukasz Kubot (POL)                                                  | 5,130                                                               | Giữ nguyên                                                          |                                                                     |
| 18                                                                  | Neal Skupski (GBR)                                                  | 5,045                                                               | 1                                                                   |                                                                     |
| 19                                                                  | Marcelo Melo (BRA)                                                  | 5,040                                                               | 1                                                                   |                                                                     |
| 20                                                                  | Kevin Krawietz (GER)                                                | 5,020                                                               | Giữ nguyên                                                          |                                                                     |

## Các kỉ lục
| Hạng | Tay vợt          | Tổng cộng |
| ---- | ---------------- | --------- |
| 1    | Jimmy Connors    | 109       |
| 2    | Roger Federer *  | 103       |
| 3    | Ivan Lendl       | 94        |
| 4    | Novak Djokovic * | 96        |
| 5    | Rafael Nadal *   | 92        |
| 6    | John McEnroe     | 77        |
| 7    | Pete Sampras     | 64        |
| 8    | Björn Borg       | 63        |
| 9    | Guillermo Vilas  | 62        |
| 10   | Andre Agassi     | 60        |

| Hạng | Tay vợt          | Tổng số tuần |
| ---- | ---------------- | ------------ |
| 1    | Novak Djokovic * | 390          |
| 2    | Roger Federer *  | 310          |
| 3    | Pete Sampras     | 286          |
| 4    | Ivan Lendl       | 270          |
| 5    | Jimmy Connors    | 268          |
| 6    | Rafael Nadal *   | 209          |
| 7    | John McEnroe     | 170          |
| 8    | Björn Borg       | 109          |
| 9    | Andre Agassi     | 101          |
| 10   | Lleyton Hewitt   | 80           |

| Hạng | Tay vợt           | Tiền thưởng ($) |
| ---- | ----------------- | --------------- |
| 1    | Novak Djokovic *  | 175 281 484     |
| 2    | Rafael Nadal *    | 134 640 719     |
| 3    | Roger Federer *   | 129 992 673     |
| 4    | Andy Murray *     | 64 123 366      |
| 5    | Pete Sampras      | 43 280 489      |
| 6    | Stan Wawrinka *   | 30 623 544      |
| 7    | Alexander Zverev  | 36 134 498      |
| 8    | Daniil Medvedev * | 34 012 216      |
| 9    | David Ferrer *    | 31 483 911      |
| 10   | Marin Cilic       | 31 207 381      |

- = còn thi đấu
Cập nhật: 12.09.2023